# Kathetostoma nigrofasciatum
Kathetostoma nigrofasciatum är en fiskart som beskrevs av Waite och Mcculloch, 1915. Kathetostoma nigrofasciatum ingår i släktet Kathetostoma och familjen Uranoscopidae. Inga underarter finns listade i Catalogue of Life.